# Nils Svensson (skeppsbyggare)
Nils Verner Svensson, född 5 april 1909 i Carl Johans församling, död 7 maj 2001 i Lundby församling, Göteborgs stift, var en svensk skeppsbyggare och direktör.
Svensson tog studentexamen 1928 och ingenjörsexamen vid Chalmers tekniska institut 1931. Efter praktik till sjöss tog han 1933 anställning som ingenjör vid Götaverken och blev 1935 fartygskonstruktör där. Han var upphovsmannen till den nya princip för fartygsbyggnad som tillämpades vid Arendalsvarvet.
Svensson invaldes 1962 som ledamot av Ingenjörsvetenskapsakademien. 1965 tilldelades han Gustaf Dalénmedaljen,  och 1966 blev han utnämnd till teknologie hedersdoktor vid Chalmers.